# Eulagisca macnabi
Eulagisca macnabi är en ringmaskart som beskrevs av Pettibone 1997. Eulagisca macnabi ingår i släktet Eulagisca och familjen Polynoidae. Inga underarter finns listade i Catalogue of Life.